# Ropica elongatula
Ropica elongatula är en skalbaggsart som beskrevs av Stefan von Breuning 1939. Ropica elongatula ingår i släktet Ropica och familjen långhorningar. Inga underarter finns listade i Catalogue of Life.